# Pet kćeri despota Jovana
Pet kćeri despota Jovana bile su jedini direktni potomci Jovana Brankovića, srpskog despota (1496—1502) rođenog brata despota Đorđa Brankovića, od koga je on primio despotsku titulu, i njegove supruge Jelene iz porodice Jakšića.

## Despot Jovan
Despot Jovan (Jovan Branković), od 1493. godine delio je despotsku titulu sa bratom Đorđem, sve do 1496. godine, kada se Đorđe zakaluđerio, i titulu ostavio Jovanu.
On je imao sasvim drugačije poglede na svet nego njegov brat Đorđe. Naime kao zadatak svoga života Despot Jovan je shvatio da ne treba da postom i molitvom stiče sebi nebesko carstvo, već da svojom vojskom pobedi Turke i da ih istera iz nekadašnje despotovine, i potom se popne na presto svojih predaka.
Proslavio se u borbama sa Turcima, svojim vojničkim prodorima u Bosni, a naročito kod Zvornika (Zvonika). Pripremao je veoma opsežne planove da uz pomoć Mletačke republike nastavi borbu sa Turcima do potpunog oslobođenja svoga naroda od njih, ali ga je smrt sprečila u tome 1502. godine.
Despot Jovan je i poslednji srpski despot iz vladarske dinastije Brankovića, koji su se osećali kao legitimni naslednici „svetorodnih Nemanjića“ i prihvatili se ktitorstva Hilandara i drugih svetinja čuvajući svoj narod i veru.

## Pet kćeri despota Jovana
Zahvaljujući kćerima, jer muške potomke nije imao, despot Jovan je ostvario brojne veze po Evropi koje su uspostavljene brakovima njegovih pet kćeri.

### Marija  Frankopan
Marija Branković (1500 - 1540), prva kći despota Jovana i despotice Jelene Jakšić, bila je udata za ozaljskog kneževića Ferdinanda Frankopana iz kuće Frankopana.
Njena kći Katarina rođena je oko 1525. u frankopanskom dvorcu u Ozlju. Udanla se 1544. za bana Nikolu IV. Zrinskog. On je s Katarininim bratom Stjepanom IV. Frankopanom Ozaljskim sklopio ugovor o međusobnom nasledstvu i pomoći jer Stepan nije imao djece. Tim ugovorom 16 frankopanskih gradova i kaštela prelazi u porodicu Zrinski. Osim toga, Stjepan IV daruje Katarini još pet gradova. Katarina je živela sa suprugom u Čakovcu i imala je najbrojnije potomstvo u čitavoj frankopanskoj dinastiji rodila je 13 dece. Imala je pune ruke posla oko odgajanja i brojnih imanja, pa ipak se stigla baviti izdavaštvom. Umrla je u 37 godini života u Čakovcu. Pokopana je u porodičnoj grobnici Zrinskih u Svetoj Heleni tek nakon što je Nikola IV. poginuo u Sigetskoj bitci.

### Jelena Rareš
Jelena Rareš (1502 - 1552) („gospoža Jelena”), druga kći despota Jovana, bila je udata za Petra IV Rareša, gospodara Moldavije (1527-1547). Iz ovog braka, potekao je niz moldavsko-vlaških gospodara iz porodica Lapušnjeanu, Čoban Basaraba, Mohila kao i poljskih velikaša i kneževa Potocki, Jablonovski, Sapieha...
Jelena je bila veliki mecena kulture u svojoj zemlji. U Botoštanu sagradila je crkvu u kojoj stoji natpis: 
| „ | „Jelena despotovna, gospoža Petra vojvode, dšti Joana despota.” | ” |

 U crkvi u Sučavi sačuvani su portreti celokupne Jelenine porodice.
Zabeleženo je i to da je Jelena jednom prilikom pomagala suprugu da napiše molbu sultanu Sulejmanu (na srpskom jeziku koji je u to bio jezik diplomatske korespondencije na otomanskom dvoru)...„ sa mnogo srdžbi i žalbi” u pismu.
Petar Rareš i Jelena Branković izrodili su petoro dece, tri sina i dve kćeri. Nakon očeve smrti, dva sina su jedan za drugim postale vojvode Moldavije: Ilija Rareš (1546-1551) i Stefan V Rareš (1551-1552), ali su oba izgubili vlast u dramatičnim okolnostima.
Ilija Rareš primio islam kada je kao turski vazal proglašen za vojvodu. Vladao je pod imenom Mehmet. Međutim, ipak je bio zbačen sa prestola. Umro je u izbeglištvu 1562. godine u Siriji.
Za razliku od brata, kog su zbacili Turci, Stefana Rareša su ubili vlastiti bojari 1552, kada je istovremeno pogubljena (udavljena) i njegova majka Jelena Branković.
I treći sin Jelene Branković – Konstantin izgubio je tragično život – pogubili su ga Turci u Carigradu 1554. godine. Kao da se tragična kob poslednjih despota Brankovića produžavala i na njihovo dalje potomstvo. Njena kći Roksanda (umrla 1570) udala se za svog rođaka Aleksandru IV Lapušneanua, koji je dva puta postajao vojvoda Moldavije (1552-1561 i 1564-1568). Njihov sin, kao i unuk (Bogdan IV i Aleksandru V) su takođe postali moldavski „hospodari“ krajem 16. veka.

### Hana
Treća kći despota Jovana, zvala se Hana i bila je udata dva puta u tadašnjoj Poljskoj. Prvi muž, bio joj je Fedor, volinski maršal iz čuvene porodice Sanguško, s kojim je imala i sina Romana Sanguškog - koji će kasnije postati vojvoda vroclavski i litvanski ratni ataman. Roman je u petom kolenu bio predak Stanislava I Leščinskog, kralja Poljske, čija se prelepa kći Marija Leščinska udala za Luja XV od Burbona, kralja Francuske. Po ovoj liniji, i poslednji francuski kraljevi iz kuće Burbona, bili su potomci Brankovića, odnosno, Nemanjića.
Umrla je  1578. godine.

### Marija Branković
Četvrta kćer despota Jovana, poznata i po imenu Marija Magdalena, takođe je bila udata za poljsko-litvanske velikaše. Njen prvi muž, bio je knez Aleksandar Čartorijski, volinski vojvoda i potomak litvansko-poljskih i ukrajinskih vladara iz kuće Jageloviča. Kao njeni potomci, mogu da se navedu kneževi Višnjovjecki, Čartorijski, Sapieha, Šimkovič i drugi.

### Despina Milica
Peta kći despota Jovana, po imenu Despina Milica (1485 - 1554), bila je udata za vlaškog vojvodu Nagoja V Basarabu s kojim je imala petoro dece i potomstvo u Vlaškoj i Trasilvaniji. Basarab Nagoj je poticao iz bojarske porodice Krajovešti. Bio je vrlo obrazovan, pokrovitelj crkve i osnivač mnogih manastira. Napisao je jedno od prvih literarnih dela na rumunskom jeziku. Stupanje u rodbinske veue sa srpskim Brankovićima, koji su u sebi nosili i krv vizantijskih careva, u tom istorijskom periodu bila je velika čast za pravoslavne vladare Vlaške i Moldavije.
Despina je sa suprugom osnovala čuveni manastir Kurtea de Arđeš u tadašnjoj vlaškoj prestonici, u kome se i danas može videti njihov ktitorski portret. Između ostalih dobročinstava, Nagoj je pomogao Maksimu i Angelini Branković da podignu manastir Krušedol u Sremu. Sačuvan je Despinin vez („felon”) za crkvu u Krušedolu na kome je izvezla imena članova svoje porodice, s datumom „15. juni 1519.” (godišnjica Kosovske bitke).
Nagoj i Despina imali su petoro dece - tri sina i dve kćeri. Nagoja je nakratko nasledio sin Jovan Teodosije, koga su Turci odveli u Carigrad i pogubili (1521). Na jednoj ikoni Bogorodice, koju je naručila Despina, stoji natpis:
| „ | Vladičice, primi dušu raba tvojega Jovana Teodosija vojvode i prinesi mu sud. Gospođa Despina | ” |

Dve Nagojeve i Despinine kćeri takođe su bile rumunske vladarke: Roksanda je bila udata za Radua Afumatija (koji je pet puta proglašavan za vlaškog vojvodu u razdoblju od 1522. do 1529) s kojim je imala sina koji je takođe postao vlaški vojvoda (Radu Ilie, vladao od 1552. do 1553), dok se druga kći Stana udala za moldavskog vladara Stefana VI.
Despina je nadživela i muža i decu. Zakaluđerila se i kao monahinja Platonida umrla je 1554. godine. Dve godine nakon smrti, njene zemne ostatke vlaški mitropolit preneo je u ktitorski manastir Kurtea de Arđeš, gde i danas počiva uz muža i decu.

## Napomene
1. ↑  Kneginja Milica Despina bila je srpskog porekla, u bliskom srodstvu sa plemićkim kućama Brankovića i Lazarevića. U istoriografiji postoji nekoliko teorija o njenim roditeljima. Neki naučnici smatraju da je ona bila jedna od kćeri srpskog despota Jovana Brankovića koji je umro 1502. godine. Drugi misle da je bila kćerka Jovanovog starijeg brata, srpskog despota Đorđa Brankovića koji je umro 1516. godine. Postoje i drugi stavovi o njenom poreklu.